# Evelyne Khatsembula
Evelyne Khatsembula est une athlète handisport kényane.
Elle a représenté le Kenya aux Jeux paralympiques d'été de 2000 et a décroché une médaille de bronze lors de l'épreuve du 100 mètres féminin,,,.